# Althepus biltoni
Espèce
Althepus biltoni est une espèce d'araignées aranéomorphes de la famille des Psilodercidae.

## Distribution
Cette espèce est endémique de Sulawesi en Indonésie. Elle se rencontre dans une grotte de Baku Daka dans les îles Togian.

## Description
La carapace du mâle holotype mesure 1,2 mm de long sur 1,3 mm et l'abdomen 2,2 mm de long

## Étymologie
Cette espèce est nommée en l'honneur de David Bilton.

## Publication originale
- Deeleman-Reinhold, 1995 : The Ochyroceratidae of the Indo-Pacific region (Araneae). The Raffles Bulletin of Zoology Supplement, no 2, p. 1-103 (texte intégral).